# Luopingichthys
Luopingichthys è un genere estinto di pesci ossei attinotterigi vissuto nel Triassico medio (Anisico, Pelsoniano), i cui resti fossili sono stati scoperti nella provincia dello Yunnan, nella Cina meridionale. L'unica specie nota è Luopingichthys bergi.

## Descrizione
Luopingichthys era dotato di un corpo moderatamente fusiforme, differente dalle forme più tozze e profonde tipiche di altri membri della famiglia come Felberia e Stoppania. Le principali caratteristiche morfologiche includono la fusione tra premascellare e mascellare (una sinapomorfia tipica dei Polzbergiidae), il preopercolo a forma di falce con breve processo infraorbitale, l'assenza di scaglie modificate alla base della pinna anale, la pinna dorsale corta e a base breve, le scaglie poco ornate e denti anteriori sottili.

## Tassonomia
Luopingichthys bergi è stato descritto a partire da due esemplari quasi completi provenienti dalla Formazione Guanling nel famoso sito fossilifero di Luoping nello Yunnan, noto per la straordinaria conservazione della fauna marina triassica. Il genere è stato istituito nel 2022 e attribuito alla famiglia Polzbergiidae, nell’ordine Polzbergiiformes. La sua inclusione in questo gruppo si basa su una singola sinapomorfia diagnostica: la fusione tra il premascellare e il mascellare lungo il margine antero-dorsale della mascella, una caratteristica peculiare condivisa anche con il genere Ctenognathichthys.

## Paleoecologia
Luopingichthys viveva in ambienti marini poco profondi, probabilmente in lagune o mari epicontinentali con acque calme e ben ossigenate. Il sito di Luoping è noto per la conservazione di una ricca comunità marina del Triassico medio, inclusi invertebrati, rettili marini e altri pesci.